# Северни парк
Северни парк (буг. Северен парк) је један од великих паркова у Софији. Граничи се са стадионом Локомотиве на истоку, са индустријским зоном и тржиницом Илијанци на северу и насељима Врабница (Връбница), Свобода и Надежда на југу. Кроз парк пролази река Какач. Западно је предео Ливади (Ливадите).
Парк је саграђен почетком 1970их.